# Acer craibianum
Acer craibianum é uma espécie de árvore do gênero Acer, pertencente à família Aceraceae.